# Kholoud Al-Faqih
Kholoud Al-Faqih, (in arabo خلود فقيه‎?,  anche Khul'oud Faqih o Kholoud el-Faqih) (Ramallah, ...), è una giudice palestinese il primo giudice donna della Sharia in Medio Oriente.

## Biografia
Nel 2009 è stata nominata giudice presso la Sharia Court di Ramallah. 
Nel 2012 la rivista CEO Middle East l'ha classificata al decimo posto della lista delle "100 donne arabe più potenti" al mondo. 
Kholoud Al-Faqih è la protagonista del film documentario The Judge (2017), in cui racconta le sue battaglie per essere nominata giudice (in arabo:qadi) del tribunale islamico e i molti ostacoli che ha dovuto superare per raggiungere il suo scopo.